# Clip (groupe)
Pour les articles homonymes, voir Clip (homonymie).
Clip est un groupe équatorien de rock, originaire de Guayaquil, actif entre 1983 et 1991, puis depuis 2016.

## Histoire

### Première période
Le groupe est formé en 1985 par Julio Cesar Jurado (basse, chant), avec la participation de José Tapia (batterie), Roberto Jalón (claviers), Rafael Peralta (guitare) et Aldo Jalón (claviers et guitare). En 1989, le clip promotionnel Sin ti (Chiro de amor) est enregistré, présentée par le programme MTV Internacional (diffusé en Équateur par Gamavisión) lors d'une interview avec son animateur, Daysi Fuentes, à Salinas. Pendant longtemps, ce clip est considéré comme le premier clip vidéo équatorien programmé par le réseau MTV, avant la création de la chaîne MTV Amérique latine.
Après le départ de José Tapia et l'arrivée de Carlos Carrión, Clip retourne dans les studios de Fediscos pour enregistrer leur prochaine production, Como tú, qui comprend les chansons : Como tú, Dame un minuto más, Mosquito et Estás aquí, une chanson dont la vidéo est entièrement réalisée par ses membres, avec le soutien de Fediscos. Après une année riche en présentations, Ecuavisa fait de nouveau appel au groupe pour enregistrer la chanson No cuesta nada soñar du feuilleton Valeria. Le single sort en 1990 et ainsi, avec 5 chansons à la radio et à la télévision, Clip commence sa dernière tournée en Équateur, qui culmine en 1991.

### Retour
Après 15 ans d'absence, le groupe se reforme en 2006 avec ses membres originaux (Carlos Carrión, Aldo Jalón, Quino Orrantia et Rafael Peralta) et enregistrer la chanson Ansiedad, dont la vidéo est animée. Clip donne son premier concert en octobre 2006 au Teatro Centro de Arte de la ville de Guayaquil, où ils interprètent leurs premières chansons et présentent leurs nouvelles propositions musicales. Lors de ce concert, Clip présente ses nouveaux membres Andrés Churrón Franco, qui remplace Rafael Peralta, et le nouveau guitariste Manolo Castro. En octobre de la même année, ils sortent leur prochain single intitulé Pararriba, dans un style funk rock, qui fait également l'objet d'un clip promotionnel.
En 2016, dans le cadre de son album solo Arrecho nunca muere y si muere, muere arrecho, Dennis Mancero, ancien guitariste et leader du groupe également disparu Blaze, inclut une nouvelle version de Estás aquí, en hommage à Clip. En 2019, la pièce dramatique Enredos : el musical est présentée, mise en scène par Christian Valencia, qui inclut des chansons de plusieurs représentants de la pop équatorienne, dont Clip, Tranzas et Cruks en Karnak. La pièce est présentée à Quito, Guayaquil, Cuenca et Loja.
De son côté, Quino Orrantia,  ex-claviériste et chanteur du groupe, travaille dans la publicité.

## Membres
- Quino Orrantia – chant, claviers
- Rafael Peralta – guitare
- Aldo Jalón – guitare
- José Tapia – batterie

## Discographie
- 1987 : Laxante emocional (single)
- 1988 : Clip (EP)
- 1989 : Como tú (EP)
- 1990 : No cuesta nada soñar (single)
- 2006 : Ansiedad